# جيري كرام
جيري كرام (بالإنجليزية: Jerry Cram)‏ هو لاعب كرة قاعدة أمريكي، ولد في 9 ديسمبر 1947 في لوس أنجلوس في الولايات المتحدة.

## وصلات خارجية
- جيري كرام على موقع دوري كرة القاعدة الرئيسي (الإنجليزية)
- جيري كرام على موقعبيزبول رفرنس.كوم (الدوري الرئيسي) (الإنجليزية)
- جيري كرام على موقعبيزبول رفرنس.كوم (الدوري الثانوي) (الإنجليزية)